# Gerardo Groote

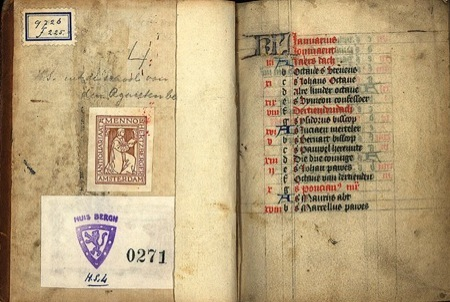
Breviario escrito por Geert Grote

Gerhard o Gérard Groote o de Groote (en neerlandés: Geert Grote; Deventer, Países Bajos Borgoñones; 1340-20 de agosto de 1384), fue un diácono neerlandés que inició una nueva corriente espiritual en el seno del catolicismo, la devotio moderna, y fundó los Hermanos de la Vida Común.

## Biografía
Nacido en una familia acomodada de Deventer, hijo de un mercader de paños, huérfano a los diez años, quedó en posesión de una fortuna considerable. Realizó brillantes estudios universitarios en París y en Colonia, y desempeñó beneficios eclesiásticos en Utrecht, Aquisgrán y Colonia, sin haber recibido órdenes religiosas.
En 1374, «se convierte», y rechaza las ciencias profanas, todo ello tras su conversación con el prior de la cartuja de Monnikhuizen, Enrique Eger. Tras su conversión, renunció a sus bienes y prebendas, entregando su casa a una comunidad de beguinas.
Estuvo muy influenciado por los místicos alemanes, sobre todo por Enrique Suso de quien lee Horologium sapientiae (El Reloj de la Sabiduría) y Jan van Ruysbroek. A partir de 1379 comienza a predicar de modo itinerante por los Países Bajos. Para ejercer sin trabas la predicación pública fue ordenado diácono por el obispo de Utrecht. Critica las costumbres eclesiásticas de su tiempo y predica la conversión. Pone las bases de una nueva forma de vida religiosa – la hermandad de la vida en común- según una nueva concepción de la espiritualidad, la devotio moderna. Muere a los 44 años. Sus enseñanzas son desarrolladas por sus discípulos, especialmente Florencio Radewijns (1350-1400), fundador de una comunidad masculina llamada Hermanos de la Vida Común.
Cuando Gerhard Groote inició en Deventer una de las muchas reformas semimonásticas, propugnando una vida en comunidad para los hombres dedicados al estudio, la oración y la búsqueda del bienestar a través de la educación, no podía prever cuán amplia sería la influencia de los Hermanos de la Vida Común. Lenta, pero decisivamente, su influencia se extendió por toda la región renana: uno tras otro, los humanistas alemanes se inspiraron en esta fuente. Los discípulos debían ser persuadidos, no intimidados, y el objetivo de la educación fue más moral que meramente académico. Aunque no hubo vinculación entre las escuelas septentrionales de Hegius (1433-1498) y la revolución educacional del Sur relacionada con Vittorino da Feltre, en cierta medida ambas coincidieron en Alsacia, con Wimpheling y Dringenberg, y desde Alsacia fertilizaron gran parte del sur de Alemania. Y no hay que olvidar que el más célebre alumno de la escuela de latín de Deventer fue Erasmo de Róterdam, quien estudió allí desde 1475 hasta 1484.

## Obras
Gerardo Groote deja varias obras ascéticas y autobiográficas que permiten conocer su pensamiento, entre las que destaca Resoluciones y propósitos, no votos. La conversión del corazón y la práctica de las virtudes cristianas es lo que debe primar. Para él, la contemplación debe ser algo menos intelectual, para ser más sencilla. Según Groote es necesario imitar la humanidad de Jesús de Nazaret y llevar una vida activa pero también contemplativa. La práctica extrema de las virtudes cristianas, y su rigorismo, le llevaron a cometer algunos excesos.